# Schiffnerula mirabilis
Schiffnerula mirabilis är en svampart som beskrevs av Höhn. 1909. Schiffnerula mirabilis ingår i släktet Schiffnerula och familjen Englerulaceae.   Inga underarter finns listade i Catalogue of Life.